# Banc (siège)
Pour les articles homonymes, voir Banc.

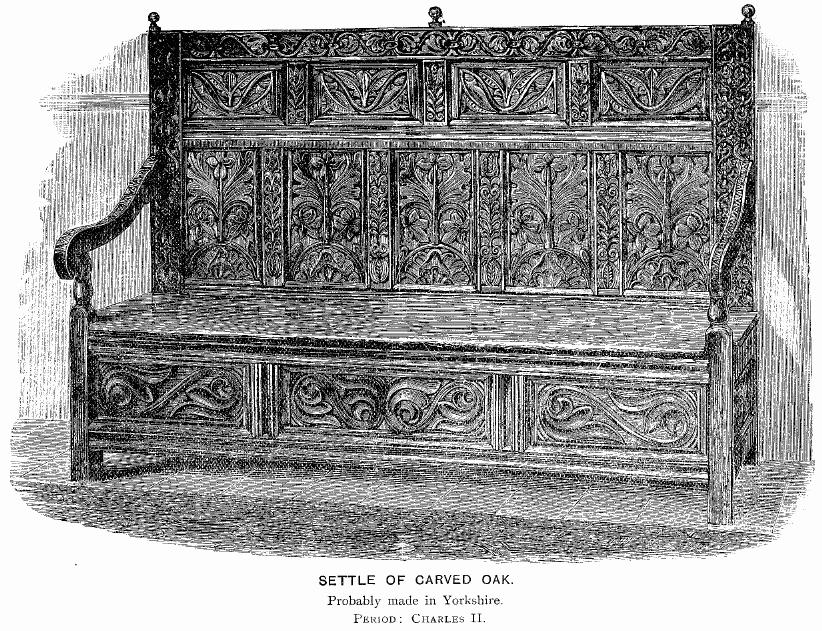
Banc-coffre d'époque Charles II.

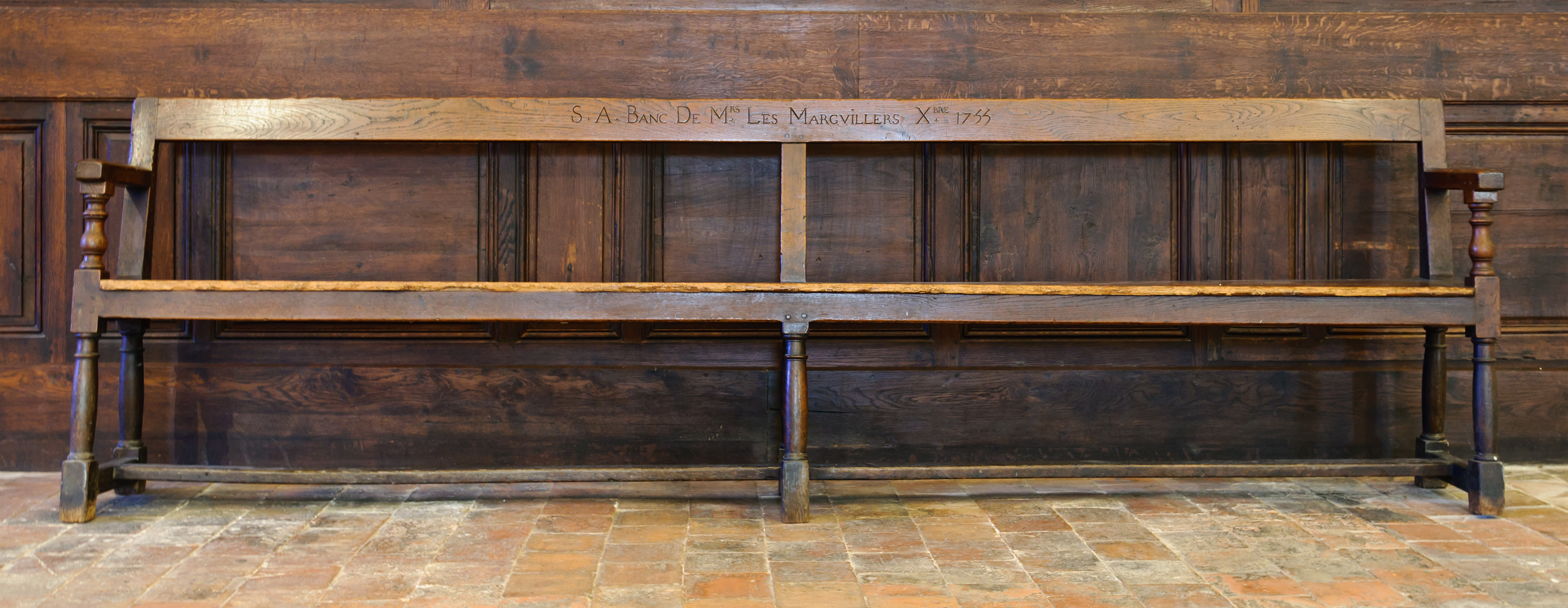
Banc des Marguilliers (1755), église Saint-Ayoul de Provins (Seine-et-Marne, France).

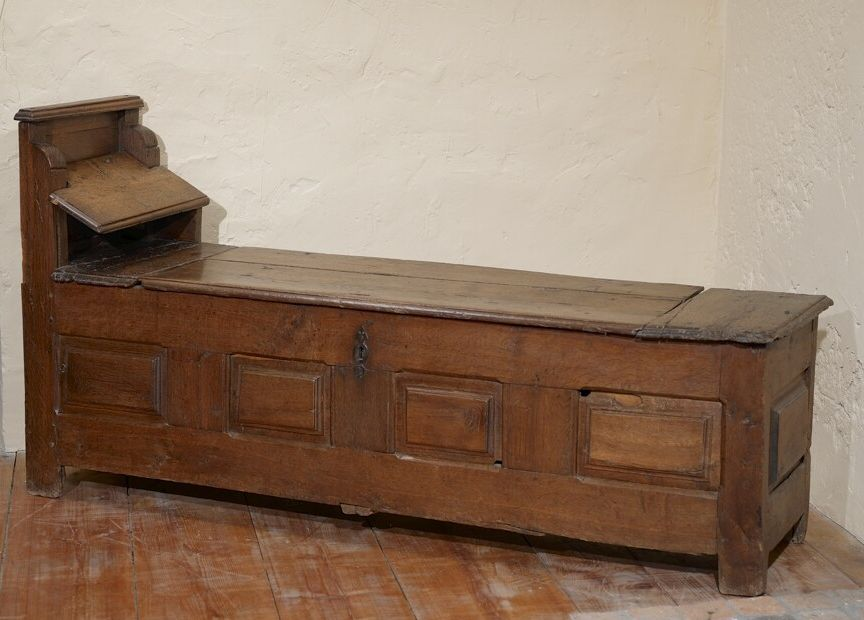
Archebanc de Haute-Marne/Haute-Saône, XVIIIe siècle, Collection Musées départementaux de la Haute-Saône.

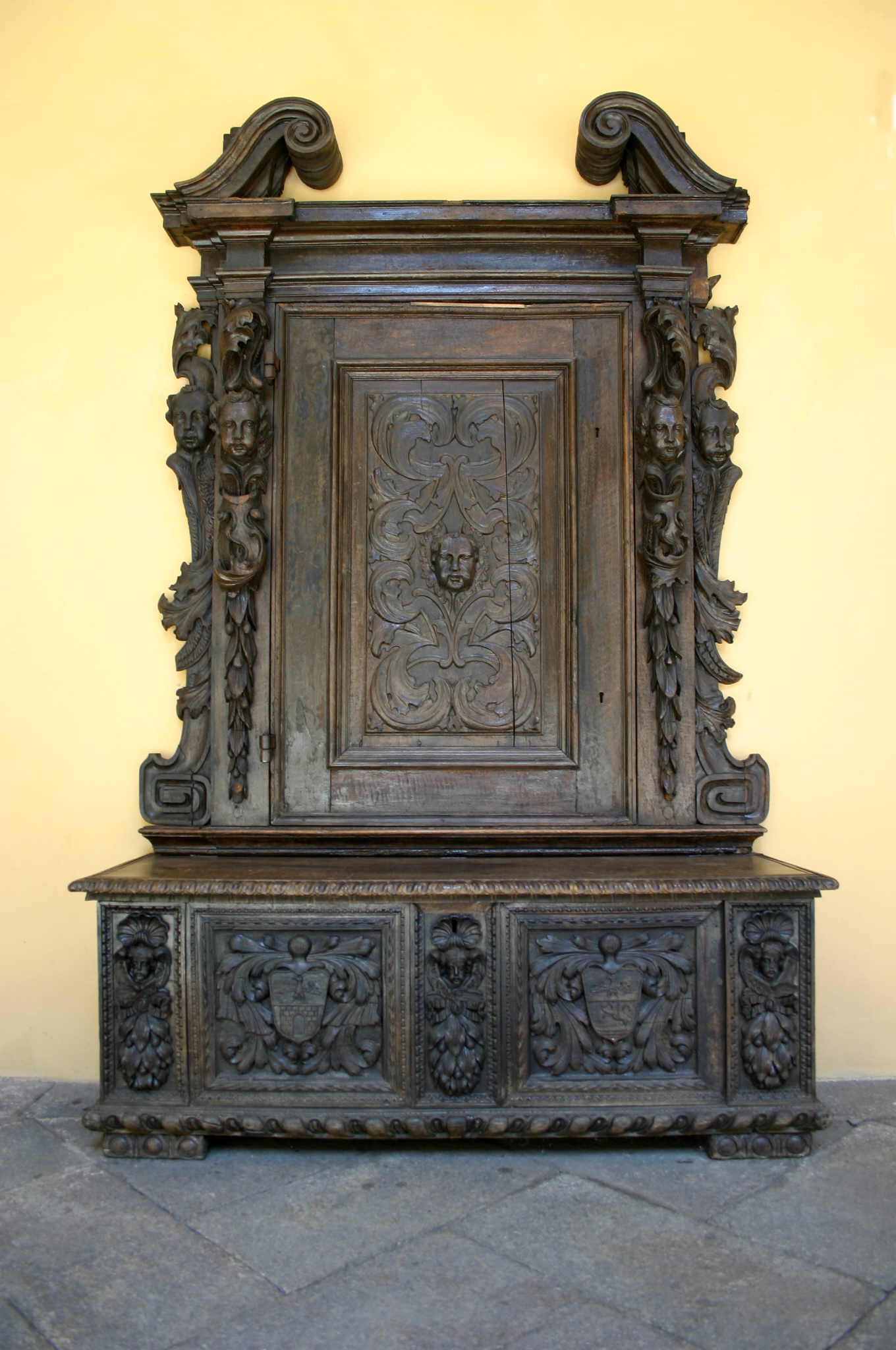
Banc baroque au palazzo Annoni de Milan.

Un banc est une pièce de mobilier (soit mobile par définition et on le distinguera donc des bancs fixes en pierre), un siège allongé permettant à plusieurs personnes de s'asseoir côte à côte. Il peut être avec ou sans dossier (banquette). On le trouvait dans l'habitat individuel, l'église, l'école, lieux où il a souvent fait place aux sièges individuels.
Par extension le mot banc désigne le lieu du rassemblement (banc des accusés, banc des avocats, etc.).

## Histoire
Au Moyen Âge, le banc est le seul siège avec le tabouret. Il est mobile (sens de « meuble ») et suit ses propriétaires dans leurs voyages d'une habitation à l'autre. Simple plateau pourvu de pieds il sert autant de siège que de table et est souvent recouvert de tapis.
Au XIe siècle des appuis apparaissent, dans le prolongement des pieds, et une barre pour dossier. Il se complète ensuite d'un coffre dans sa base : muni d'un coffre, d'un dossier et d'accotoirs, il est appelé alors archebanc et banc-coffre plus tardivement.
Meuble d'intérieur en bois, il a longtemps été un des seuls sièges avec le tabouret, car la chaise et le fauteuil sont apparus seulement à la Renaissance qui verra  naître la chaire à dais puis le fauteuil et la chaise.
Avant le XVIe siècle, il n'y avait pas de bancs ou de sièges dans les églises. Les riches fidèles apportaient avec eux un coussin pour s'agenouiller, les autres demeuraient debout ou se mettaient à genoux directement sur les dalles.

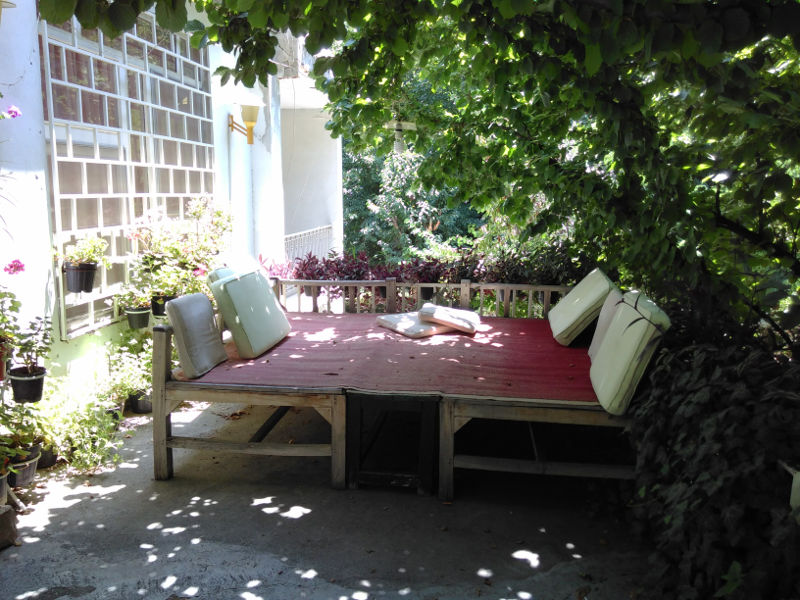
Banc iranien (takht).